# 여멱
여멱(黎覓, 생몰년 미상)은 중국 오대십국시대 애주(爱州) 청련현(清莲縣) 사람으로, 베트남 전 레 왕조의 개국황제인 레호안의 친부이다.
아내는 등씨(鄧氏)로, 그녀와 혼인하여 941년 7월 15일 레호안을 낳았으나 등씨는 레호안을 낳은 지 얼마 안되어 죽었고, 여멱도 곧 사망하였다. 졸지에 고아가 된 레호안은 그의 총명함을 눈여겨본 애주의 어떤 사람이 양자로 데려다 키웠다.
980년, 레호안이 황제로 즉위하자 친부인 여멱을 장흥왕(長興王)으로, 모후인 등씨를 황태후로 추존하였다.

## 가족
- 부친: 여씨(黎氏, 불명)
- 모후: 불명
- 황후: 등태후
- 아들: 대행황제